# Balans (Erik van Spronsen)
Balans is een artistiek kunstwerk in Bloemendaal.
Kunstenaar Erik van Spronsen maakte meerdere sculpturen onder de titel Balans. Voor het Station Bloemendaal in een perkje aan de Zuider Stationsstraat en Van Wickevoort Crommelinlaan staat een versie uit 1984 van circa 180 bij 160 bij 130 centimeter. Het zijn drie kubussen van cortenstaal die zich in een wankel evenwicht lijken te bevinden. Van Spronsen haalde bijna altijd inspiratie uit geometrisch abstracte figuren.